# Семеновське (Шабалінський район)
Семе́новське (рос. Семёновское) — село у складі Шабалінського району Кіровської області, Росія. Входить до складу Ленінського міського поселення.
Населення становить 164 особи (2010, 235 у 2002).
Національний склад станом на 2002 рік — росіяни 98 %.